# 红花宿苞兰
红花宿苞兰（学名：Cryptochilus sanguineus）为兰科宿苞兰属下的一个种。

## 扩展阅读
- 維基物種上的相關：红花宿苞兰